# العلاقات الكمبودية الناوروية
العلاقات الكمبودية الناوروية هي العلاقات الثنائية التي تجمع بين كمبوديا وناورو.

## مقارنة بين البلدين
هذه مقارنة عامة ومرجعية للدولتين:
| وجه المقارنة                                              | كمبوديا                   | ناورو                          |
| --------------------------------------------------------- | ------------------------- | ------------------------------ |
| المساحة (كم2)                                             | 181.03 ألف                | 21                             |
| عدد السكان (نسمة)                                         | 16.01 مليون               | 10.08 ألف                      |
| الكثافة السكانية (ن./كم²)                                 | 88.44                     | 48.00 ألف                      |
| العاصمة                                                   | بنوم بنه                  | ضاحية يارين                    |
| اللغة الرسمية                                             | اللغة الخميرية            | اللغة الناورونية، لغة إنجليزية |
| العملة                                                    | ريال كمبودي، دولار أمريكي | دولار أسترالي                  |
| الناتج المحلي الإجمالي (بليون دولار)                      | 22.16 مليار               | 113.88 مليون                   |
| الناتج المحلي الإجمالي (تعادل القوة الشرائية) بليون دولار | 54.37 مليار               | 162.98 مليون                   |
| الناتج المحلي الإجمالي الاسمي للفرد دولار أمريكي          | 1.16 ألف                  | 9.83 ألف                       |
| الناتج المحلي الإجمالي للفرد دولار أمريكي                 | 3.26 ألف                  |                                |
| مؤشر التنمية البشرية                                      | 0.555                     |                                |
| رمز المكالمات الدولي                                      | +855                      | +674                           |
| رمز الإنترنت                                              | .kh                       | .nr                            |
| المنطقة الزمنية                                           | ت ع م+07:00               | ت ع م+12:00                    |

## منظمات دولية مشتركة
يشترك البلدان في عضوية مجموعة من المنظمات الدولية، منها:
| علم المنظمة | اسم المنظمة                   | تاريخ انضمام كمبوديا | تاريخ انضمام ناورو |
| ----------- | ----------------------------- | -------------------- | ------------------ |
|             | يونسكو                        | 3 يوليو 1951         | 17 أكتوبر 1996     |
|             | الاتحاد البريدي العالمي       | ?                    | ?                  |
|             | منظمة الشرطة الجنائية الدولية | ?                    | ?                  |
|             | الأمم المتحدة                 | 14 ديسمبر 1955       | 14 سبتمبر 1999     |
|             | بنك التنمية الآسيوي           | 1966                 | 1991               |
|             | الاتحاد الدولي للاتصالات      | 10 أبريل 1952        | 10 يونيو 1969      |
|             | منظمة حظر الأسلحة الكيميائية  | ?                    | ?                  |

## وصلات خارجية
- موقع وزارة الخارجية الكمبودية